# Grieskirchen (distrikt)
 Grieskirchen är ett distrikt (Bezirk) i det österrikiska  förbundslandet Oberösterreich. Centralorten  Grieskirchen ligger 190 kilometer väster om huvudstaden Wien.
Distriktet delas in i två stadskommuner, fjorton köpingskommuner och 17 kommuner:

Kommunerna i distriktet Grieskirchen

Stadskommuner (Stadtgemeinden):
- Grieskirchen
- Peuerbach

Köpingskommuner (Marktgemeinden):
- Bad Schallerbach
- Gallspach
- Gaspoltshofen
- Haag am Hausruck
- Hofkirchen an der Trattnach
- Kematen am Innbach
- Natternbach
- Neukirchen am Walde
- Neumarkt im Hausruckkreis
- Pram
- Schlüsslberg
- Taufkirchen an der Trattnach
- Waizenkirchen
- Wallern an der Trattnach

Kommuner (Gemeinden):
- Aistersheim
- Eschenau im Hausruckkreis
- Geboltskirchen
- Heiligenberg
- Kallham
- Meggenhofen
- Michaelnbach
- Pollham
- Pötting
- Rottenbach
- Sankt Agatha
- Sankt Georgen bei Grieskirchen
- Sankt Thomas
- Steegen
- Tollet
- Weibern
- Wendling